# Phoradendron annulatum
Phoradendron annulatum är en sandelträdsväxtart som beskrevs av Oliver. Phoradendron annulatum ingår i släktet Phoradendron och familjen sandelträdsväxter. Inga underarter finns listade i Catalogue of Life.